# Roseville (Illinois)
Roseville és una població dels Estats Units a l'estat d'Illinois. Segons el cens del 2000 tenia 1.083 habitants.

## Demografia
Segons el cens del 2000, Roseville tenia 1.083 habitants, 438 habitatges, i 296 famílies. La densitat de població era de 516,2 habitants/km².
Dels 438 habitatges en un 28,1% hi vivien nens de menys de 18 anys, en un 54,8% hi vivien parelles casades, en un 10% dones solteres, i en un 32,2% no eren unitats familiars. En el 29,5% dels habitatges hi vivien persones soles el 17,8% de les quals corresponia a persones de 65 anys o més que vivien soles. El nombre mitjà de persones vivint en cada habitatge era de 2,31 i el nombre mitjà de persones que vivien en cada família era de 2,83.
Per edats la població es repartia de la següent manera: un 21,6% tenia menys de 18 anys, un 7% entre 18 i 24, un 22% entre 25 i 44, un 22,4% de 45 a 60 i un 27% 65 anys o més.
L'edat mediana era de 44 anys. Per cada 100 dones de 18 o més anys hi havia 74,7 homes.
La renda mediana per habitatge era de 32.031 $ i la renda mediana per família de 37.125 $. Els homes tenien una renda mediana de 30.625 $ mentre que les dones 18.594 $. La renda per capita de la població era de 16.225 $. Aproximadament el 9,1% de les famílies i el 10,8% de la població estaven per davall del llindar de pobresa.

## Poblacions més properes
El següent diagrama mostra les poblacions més properes.